# Sandkatze
Die Sandkatze (Felis margarita) oder Wüstenkatze ist eine kleine Wildkatze, die an das Leben in extrem trockenen Wüstengebieten angepasst ist. Der Artname margarita geht auf den französischen Naturforscher Victor Loche zurück, der die von ihm beschriebene Katze zu Ehren des Capitaine Jean-Auguste Margueritte (1823–1870) benannte, welcher um 1850 in französischen Diensten in Algerien stationiert war.

## Merkmale
Die Fellfarbe der Sandkatzen ist dem Wüstensand ähnlich, so dass sie dort hervorragend getarnt sind. Sie sind gelb- bis grau-braun und haben einen zwei- oder dreimal dunkelbraun bis schwarz beringten Schwanz, die schwarze Schwanzspitze setzt sich etwas deutlicher ab, Kehle und Brust sind weiß. Mit einer Körperlänge von etwa 45 bis 55 Zentimeter, einer Schwanzlänge von 30 bis 35 Zentimeter und einem Stockmaß von 25 bis 30 Zentimeter sind sie deutlich kleiner als die Falb- (Felis silvestris lybica) oder die Hauskatze. Sie wiegen 1.500 bis 3.500 Gramm, haben einen breiten, abgeflachten Kopf und große, weit außen stehende Ohren mit langen Härchen, die Schutz vor eindringendem Sand bieten. Die nach vorn gerichteten Augen sind ebenfalls recht groß. Ein rötlich-orangefarbener Streifen verläuft von den Augen über die Wangen. Die unbehaarte Nasenspitze ist schwarz. An den Körperseiten verlaufen kaum sichtbare, verwaschene, senkrechte Streifen. Die Vorderbeine sind am Ansatz schwach dunkelbraun bis schwarz gebändert, die Pfoten sind mit dichten, drahtigen und verfilzten schwarzen Haarbüscheln besetzt, die den direkten Kontakt mit dem heißen Wüstensand verhindern und vor Kälte schützen. So sinken sie auch wenig ein und hinterlassen kaum Spuren. Dieses Merkmal ist bei paläarktischen Katzen einzigartig. Auch ihr mittellanges Fell schützt vor hohen Tag- und niedrigen Nachttemperaturen. Die Krallen sind nicht sehr scharf und werden in Wüstengebieten meist wenig abgewetzt.
Sandkatzen geben verschiedene Laute von sich, sie mauzen, knurren, fauchen, spucken und schnurren. Die Lebenserwartung der in der Wildnis lebenden Tiere ist nicht genauer dokumentiert, wird aber auf etwa 8 bis 10 Jahre geschätzt, in Gefangenschaft dagegen können sie bis zu 13 Jahre alt werden.
Sandkatzen bewegen sich in geduckter Körperhaltung fort, dabei berührt der Bauch fast den Boden. Während kurzer Sprints über eine Strecke von maximal 400 Meter können sie eine Geschwindigkeit von 30 bis 40 km/h erreichen. Sandkatzen, die sich bedroht fühlen, suchen hinter einem Stein oder einem Grasbüschel nach Deckung. Dabei drücken sie das Kinn auf den Erdboden und legen die Ohren flach an. Auf Grund ihrer Fellfarbe sind sie dann kaum auszumachen.

## Vorkommen

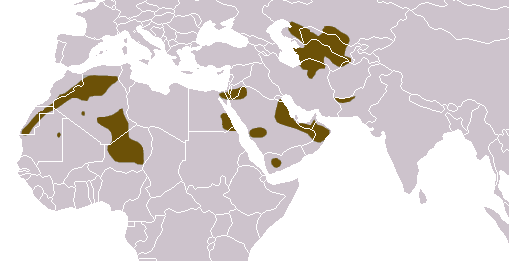
Verbreitungskarte

Sandkatzen leben in etwa 15 bis 20 km² großen, sich überlappenden Revieren in vier voneinander getrennten Regionen: in der Sahara (als Unterart Felis margarita margarita), in Arabien (Felis margarita harrisoni), in Zentralasien (Felis margarita thinobia) und in Pakistan (Felis margarita scheffeli). Sie bewohnen generell Sand- und Steinwüsten, die für Falb- und Steppenkatzen zu trocken sind, vor allem solche mit Sanddünen.
In ihrem gesamten Verbreitungsgebiet muss die Sandkatze mit ungewöhnlichen Temperaturschwankungen zurechtkommen. In der Karakum erreicht die Lufttemperatur während des Tages gelegentlich mehr als 40 °Celsius, die obere Sandschicht ist dann 80 °Celsius heiß. Im Winter dagegen kann die Temperatur auf bis zu −25 °Celsius fallen. Sandkatzen ziehen sich bei diesen extremen Temperaturen in ihren Bau zurück. Das dicke Fell schützt gegen die Kälte, die dichte Behaarung auf der Pfotenunterseite ermöglicht das Laufen über heißen Sand.

## Verhalten
Sandkatzen sind nachtaktive Einzelgänger. Die heißen Tagesstunden verschlafen sie in einer selbstgegrabenen Höhle oder im Schatten von Sträuchern oder Felsen. In Marokko wurde auch die „Besetzung“ von Wüstenraben-Horsten in Akazien mehrere Meter über dem Boden beobachtet. Abends, wenn es etwas kühler ist, legen sie sich oft auf den Rücken, um sich abzukühlen. Das dichte Fell schützt vor Auskühlung bei niedrigen Temperaturen während der Nächte. Sandkatzen können nicht gut klettern oder springen, aber ausgezeichnet graben.

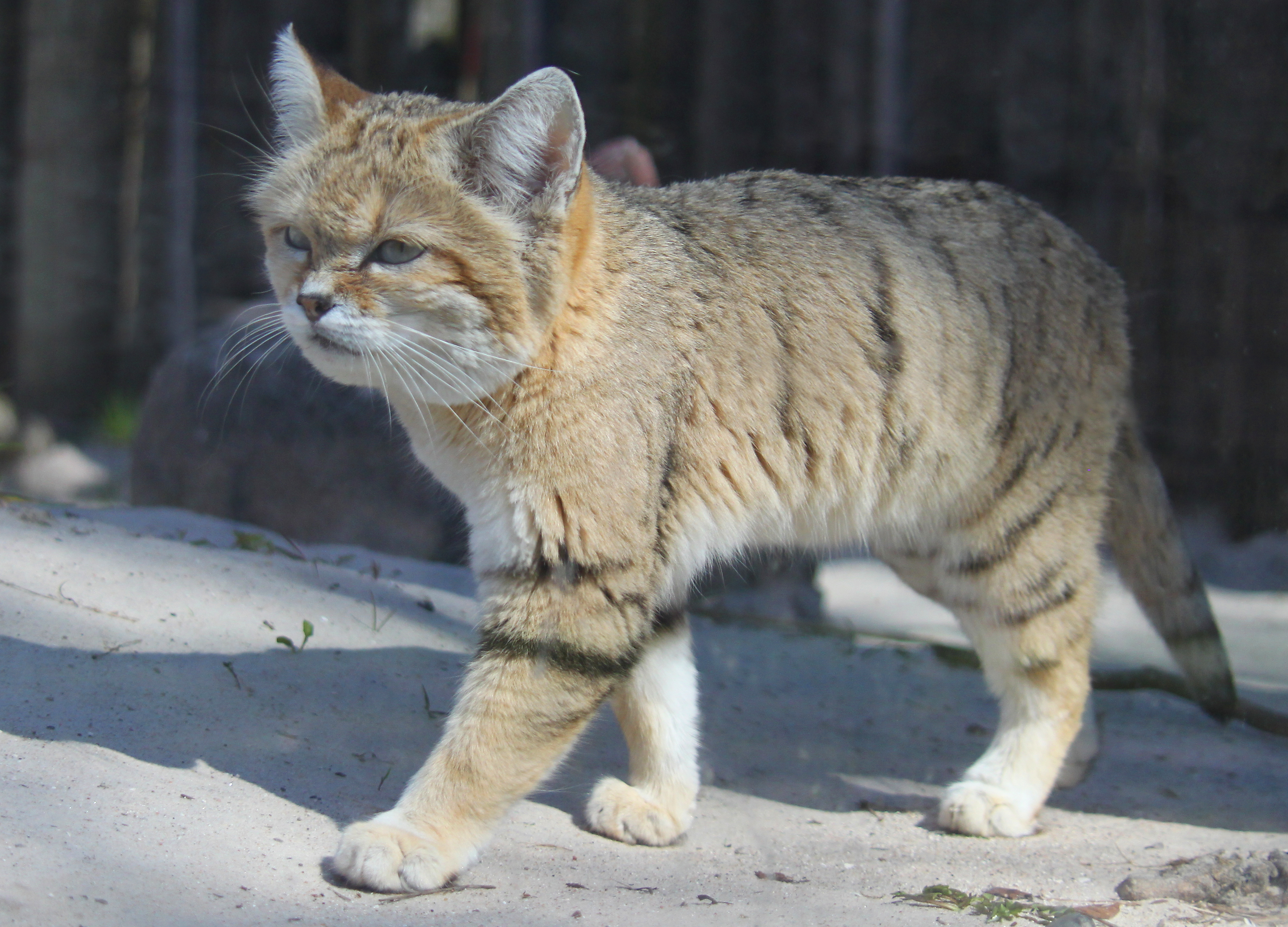
Sandkatze aus dem Ree Park – Ebeltoft Safari in Dänemark

Sie haben gelernt, sich im Dunkeln zu ducken und ihre Augen zu schließen, wenn sie mit künstlichem Licht angeleuchtet werden. Somit kann die Sandkatze mittels der Reflexion ihrer Augen schwer lokalisiert werden. Zusammen mit ihrer dem Wüstensand ähnelnden Fellfarbe stellt dies eine gute Anpassung an ihre Umgebung dar. Die von der Katze im Wüstengebiet verscharrten Exkremente können zu Analysezwecken schwer aufgefunden werden, weshalb über die Zusammensetzung ihres Speisezettels wenig bekannt ist.

### Ernährung und Jagdverhalten
Die Sandkatzen sind nachtaktive Einzelgänger, die wenig erforscht sind. Wie die meisten Katzen können sie exzellent hören, riechen und auch im Dunklen gut sehen. Mit ihrem Gehör können sie Beute unter der Sandoberfläche ausmachen. Oft graben sie ihre Beute aus. Ist diese für eine Mahlzeit zu groß, wird ein Teil wieder eingegraben und später erneut aufgesucht. Durch die abgeflachte Schädelform mit den weit außen angestellten Ohren kann sich die kleine Katze so flach auf den Boden legen, dass sie schon hinter kleinen Bodenunebenheiten nicht mehr zu sehen ist. Dies verschafft ihr einen Vorteil in der vegetationslosen öden Wüstenlandschaft, die wenig Deckung für die Jagd gibt. Sie ist ein opportunistischer Jäger und jagt kleine Nagetiere und Vögel, Reptilien, Insekten und Spinnen. Zum Beutespektrum gehören unter anderem Renn- und Springmäuse, Mull-Lemminge, Flug- und Rebhühner, Lerchen und Dornschwanzagamen. Auch jagt sie oft Schlangen, die sie mit Hieben auf den Kopf traktiert, bevor sie mit einem Nackenbiss getötet werden. Auch Eier nimmt die Sandkatze gelegentlich an. Wie viele Katzenarten kann sie sehr viel fressen, wenn reichlich Nahrung vorhanden ist. In der Regel nimmt sie jedoch nur etwa zehn Prozent ihres Körpergewichts an Nahrung auf. Ihren Flüssigkeitsbedarf bezieht sie wahrscheinlich allein aus der Beute und muss nicht zusätzlich trinken. Dort, wo aber Wasser zur Verfügung steht, nutzt sie dieses auch.

### Fortpflanzung

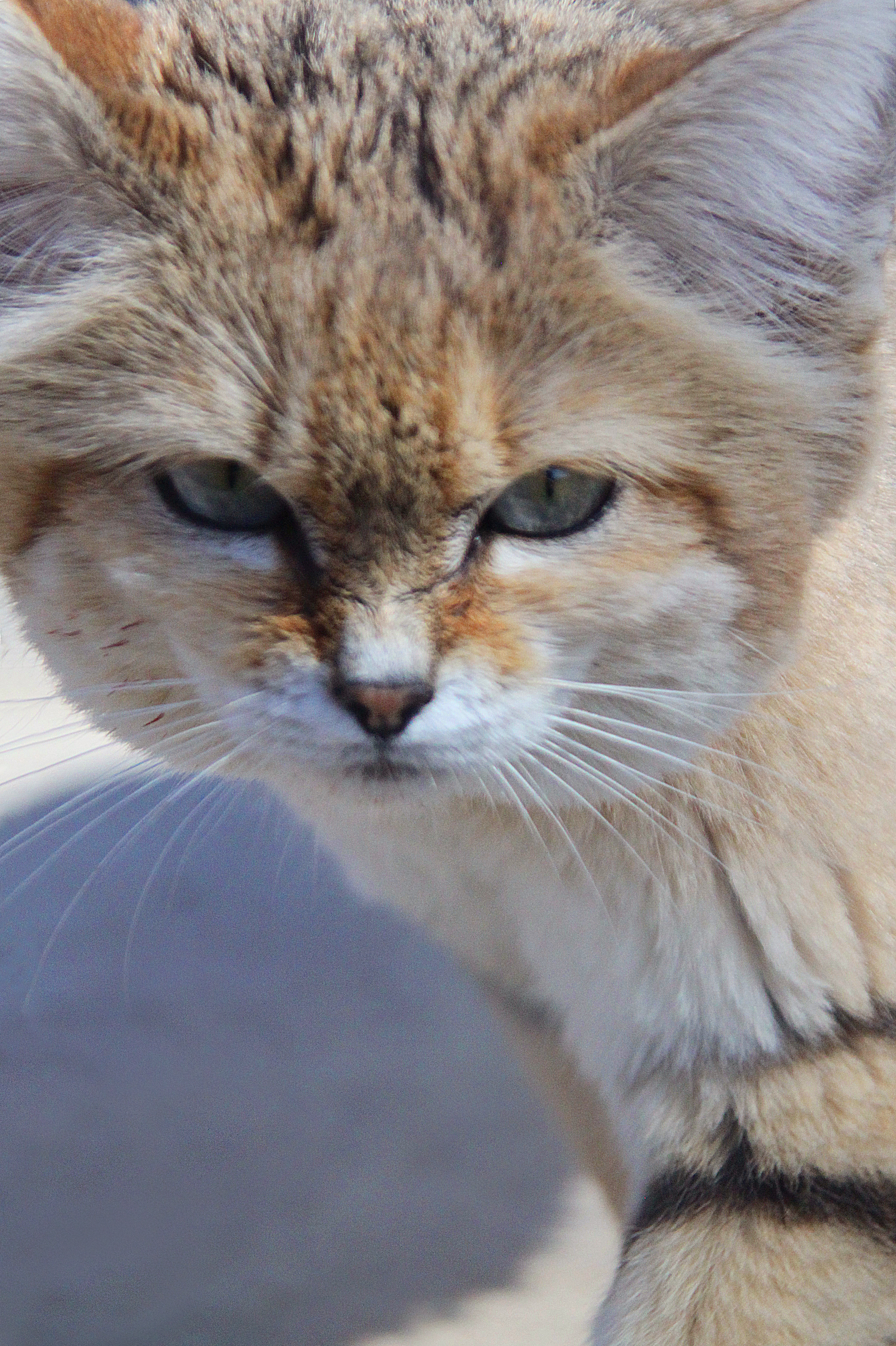
Sandkatze aus dem Ree Park – Ebeltoft Safari in Dänemark

Sandkatzen besiedeln die karge Landschaft sehr dünn und haben einen lauten, weit tragenden Paarungsruf, der dem Bellen eines kleinen Haushundes ähnelt. Sie werfen nach einer Tragzeit von etwa 60 bis 65 Tagen, und zwar je nach Unterart (Verbreitungsgebiet) etwas zeitversetzt.
- Felis margarita margarita von Februar bis April,
- Felis margarita harrisoni von März bis April,
- Felis margarita thinobia von Mitte März bis Mitte Mai,
- Felis margarita scheffeli von September bis Oktober.

Ein Wurf besteht aus durchschnittlich drei bis fünf Jungen, der größte bisher beobachtete Wurf belief sich auf acht Jungtiere. Diese wiegen bei der Geburt 40 bis 55 Gramm, nehmen täglich 12 Gramm zu und erhalten in dieser Zeit vom Muttertier Feuchtigkeit. Mit zwei Wochen öffnen sie ihre Augen und mit drei Wochen beginnen sie zu laufen. Feste Nahrung nehmen sie ab fünf Lebenswochen zu sich und können ab dann ihren Feuchtigkeitsbedarf selbst decken. Bis zu einem Alter von sechs bis acht Lebensmonaten werden sie vom Muttertier in die Jagdkunst eingeführt, dann werden sie unabhängig und verlassen die Familie. Mit etwa neun bis dreizehn Monaten werden Sandkatzen geschlechtsreif.
Von 228 Sandkatzen, die 2007 weltweit in Zoos zur Welt kamen, überlebten lediglich 61 % die ersten 30 Tage. Sie starben primär durch die Ablehnung von erstgebärenden Muttertieren.
Die Generationslänge wird mit ca. 4,75 Jahren angegeben.

## Feinde, Gefährdung und Schutz
Zu den Fressfeinden der Sandkatze zählten in einigen Regionen Schakale, Steinadler, Karakals, Wölfe und verwilderte Haushunde. Auf Grund ihres Lebensraums stellen ihr jedoch nur wenige Prädatoren nach. Auffallend bei der Sandkatze ist ihre geringe Scheu; dies wird auf die geringe Gefährdung durch Fressfeinde zurückgeführt.
Zwar ist sie durch Habitatszerstörung wenig gefährdet, da sie in unwirtlichen und menschenfeindlichen Wüstenregionen lebt und daher selten wirtschaftlichen Interessen im Weg steht. Laut islamischen Überlieferungen soll sie auch ein Begleiter Mohammeds und seiner Tochter gewesen sein, weshalb sie selten individuell verfolgt werden, wenn sie Beute in Kleinviehbeständen machen. Trotzdem sind die Sandkatzen gefährdet, weil sie zunehmend der Sportjagd zum Opfer fallen. Auch wurden sie zur Fellgewinnung bejagt. Diese Verfolgung ist in vielen Regionen illegal.
Algerien, Iran, Israel, Kasachstan, Mauretanien, Niger, Pakistan und Tunesien verbieten die Jagd. In Ägypten, Mali, Marokko, Oman, Saudi-Arabien und den Vereinigten Arabischen Emiraten dagegen existiert kein expliziter Schutz der Art
Die IUCN schätzt den Bestand der Sandkatze auf weniger als 50.000 adulte Tiere. Obwohl die Organisation unzureichenden Kenntnisstand in nahezu allen Belangen bescheinigt (Population und deren Trend, Lebensweise, genaue Verbreitung, Fressfeinde etc.) und notwendige Ausweisung zusätzlicher Schutzgebiete anrät, stufte sie die Art 2016 von „potenziell gefährdet“ auf „nicht gefährdet“ herab.
Der Biblische Zoo von Jerusalem startete 2013 ein Projekt zur Wiedereinführung der Sandkatze in der Arava-Senke. Mehrere in Gefangenschaft geborene Individuen wurden nach Vorbereitung in einer Auswilderungsanlage in die Freiheit entlassen, aber keines der Tiere überlebte.

### In Menschenobhut
Gefangene Sandkatzen sind sehr anfällig für Erkrankungen der Atemwege. Katzenschnupfen gilt als häufigste Todesursache adulter Tiere. Zur Vermeidung der Erkrankung muss das in Zoos eingerichtete Habitat äußerst arid ausgelegt sein und darf keinen nennenswerten Temperaturschwankungen unterliegen.
Die in europäischen Zoos lebende Population geht auf 18 ursprüngliche Exemplare zurück. Im Juli 2009 umfasste der weltweite Bestand an in Gefangenschaft lebenden Sandkatzen 200 Tiere in 45 Einrichtungen. Im Januar 2010 verkündete der Zoo Al Ain in Abu Dhabi die weltweit erste Geburt zweier Sandkatzen nach In-vitro-Fertilisation und Embryotransfer. Im Juli 2012 kamen, im Zuge des Europäischen Erhaltungszuchtprogramms, im Ramat Gan Zoo bei Tel-Aviv vier gesunde Kätzchen zur Welt.

## Sandkatzen und Menschen
Sandkatzen werden mitunter auch lebend gefangen, um sie im Handel als Heimtiere anzubieten. Junge Sandkatzen können sich an den Menschen gewöhnen, bleiben aber immer wilde Tiere mit Drang auf einen vergrößerten Aktionsradius. Sie können mit Hauskatzen vergesellschaftet werden, neigen aber in Konfliktsituationen dazu, die Nähe des Menschen zu verlassen und sich in die Wildnis zurückzuziehen.

## Naturgeschichte

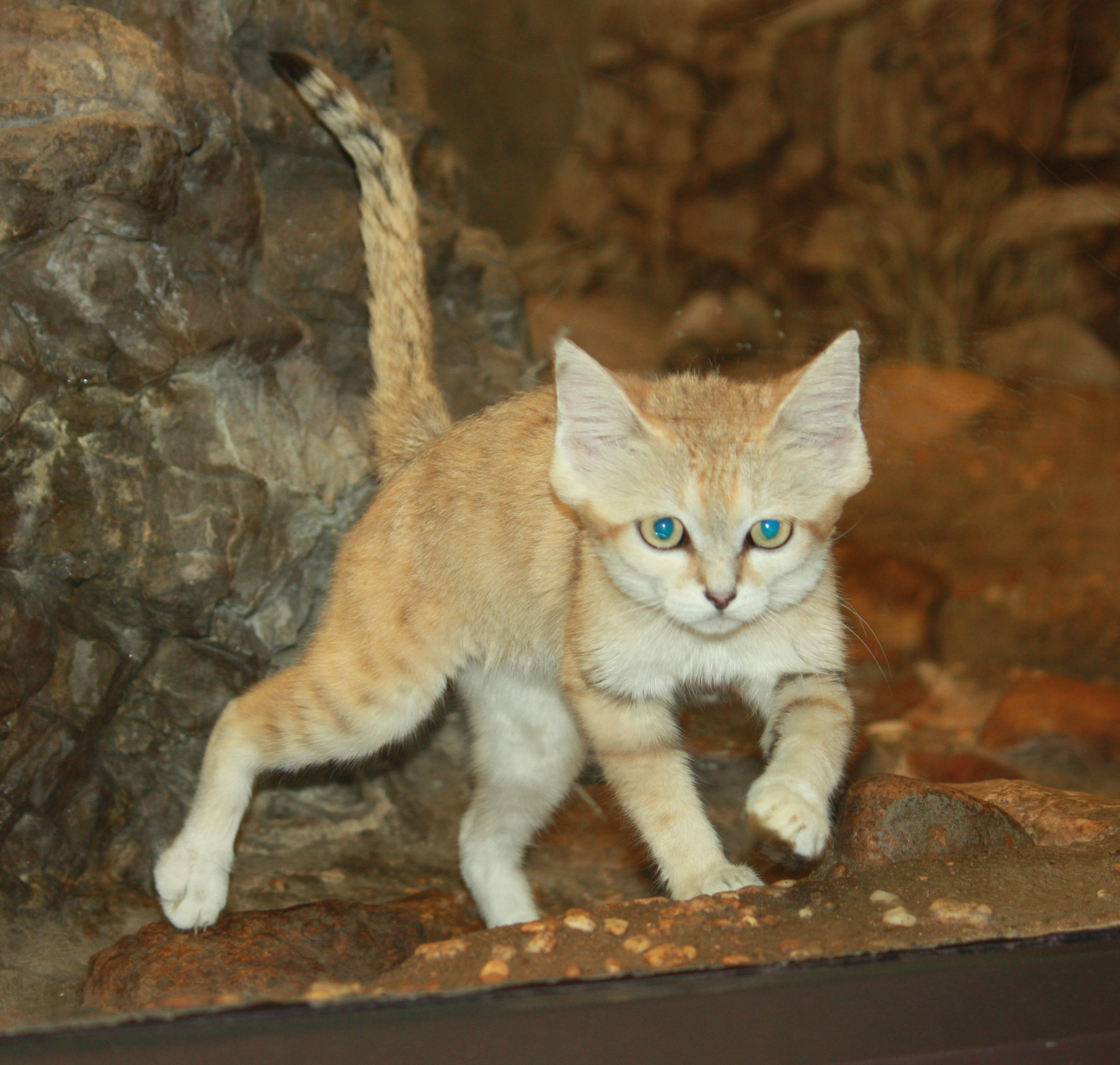
Jungtier

Der französische Naturforscher Victor Loche (1806–1863) nahm 1855/56 an einer militärischen Expedition zur Erkundung der Provinz Ouargla in der nördlichen Sahara teil. Dabei entdeckte er die Sandkatze, die er als bis dato unbekannt identifizierte. Loche zeigte sich beeindruckt von den Fähigkeiten der Katze, war sich aber der Existenz der vier Unterarten nicht bewusst. Der Leiter der Expedition war Capitaine Jean-Auguste Margueritte, ein damals bedeutender französischer Offizier mit sehr guten arabischen Kenntnissen, der jedoch zu dieser Katzenart keine Beziehung hatte. Ihm zu Ehren gab Loche der Sandkatze den wissenschaftlichen Namen Felis margarita. In den Folgejahren wurden so wenige Exemplare gefunden und Informationen über diese Art waren so rar, dass der russische Zoologe Sergej Ognew 1926 überzeugt war, er habe nicht nur eine neue Art, sondern sogar eine neue Gattung entdeckt, als er das erste Mal Exemplare aus Turkmenistan erhielt. Er nannte sie Eremailurus thinobius. Erst zehn Jahre später wurde entdeckt, dass er Exemplare der Sandkatze beschrieben hatte.

## Taxonomie
Einige Katzenforscher, wie Theodor Haltenorth (1910–1981) und Paul Leyhausen (1916–1998) sind der Ansicht, dass die asiatische Unterart Felis margarita thinobia aufgrund bestimmter Schädelmerkmale in eine eigenständige Art, nämlich die der Barchankatze (Felis thinobia), einzuordnen sei. Die asiatische und die afrikanischen Formen sollen sich in Anpassung an die extremen Lebensbedingungen in der Sandwüste unabhängig voneinander entwickelt haben. Es gilt aber heute die Auffassung, dass beide Formen aufgrund jüngerer Abstammung nur Unterarten derselben Art sind.

## Einzelbelege
1. 1 2 3 4  Mel Sunquist und Fiona Sunquist: Wild Cats of the World. The University of Chicago Press, Chicago 2002, S. 68
2. ↑  Karen Sausman: Sand cat Felis margarita: a true desert species. In: International Zoo Yearbook. Band 35, Nr. 1, 1997, ISSN 1748-1090, S. 78–81, doi:10.1111/j.1748-1090.1997.tb01193.x (wiley.com [abgerufen am 25. April 2019]).
3. ↑  Mel Sunquist und Fiona Sunquist: Wild Cats of the World. The University of Chicago Press, Chicago 2002, S. 68 und S. 69.
4. ↑  Sand Cats resting in bird nests built in tall acacia trees
5. 1 2 3  Mel Sunquist und Fiona Sunquist: Wild Cats of the World. The University of Chicago Press, Chicago 2002, S. 70
6. ↑  Mel Sunquist und Fiona Sunquist: Wild Cats of the World. The University of Chicago Press, Chicago 2002, S. 69
7. 1 2  Mel Sunquist und Fiona Sunquist: Wild Cats of the World. The University of Chicago Press, Chicago 2002, S. 71
8. ↑  ScienceDirect. Abgerufen am 25. April 2019.
9. ↑  Mel Sunquist und Fiona Sunquist: Wild Cats of the World. The University of Chicago Press, Chicago 2002, S. 70 und S. 71
10. ↑  Mel Sunquist und Fiona Sunquist: Wild Cats of the World. The University of Chicago Press, Chicago 2002, S. 72
11. ↑  CSG Species Accounts: Sand cat (Felis margarita). 10. September 2014, archiviert vom Original (nicht mehr online verfügbar) am 10. September 2014; abgerufen am 25. April 2019.  Info: Der Archivlink wurde automatisch eingesetzt und noch nicht geprüft. Bitte prüfe Original- und Archivlink gemäß Anleitung und entferne dann diesen Hinweis.
12. ↑  The IUCN Red List of Threatened Species. Abgerufen am 25. April 2019.
13. ↑  Wayback Machine. 12. Mai 2013, archiviert vom Original (nicht mehr online verfügbar) am 12. Mai 2013; abgerufen am 25. April 2019.  Info: Der Archivlink wurde automatisch eingesetzt und noch nicht geprüft. Bitte prüfe Original- und Archivlink gemäß Anleitung und entferne dann diesen Hinweis.
14. ↑  Karen Sausman: Sand cat Felis margarita: a true desert species. In: International Zoo Yearbook. Band 35, Nr. 1, 1997, ISSN 1748-1090, S. 78–81, doi:10.1111/j.1748-1090.1997.tb01193.x (wiley.com [abgerufen am 25. April 2019]).
15. ↑  ScienceDirect. Abgerufen am 25. April 2019.
16. ↑  Al Ain zoo has reason to purr after birth of two sand cats. Abgerufen am 25. April 2019 (englisch).
17. ↑  Rare Sand Kittens Born in Israel After Years of Rumored Extinction | … 26. Januar 2013, archiviert vom Original am 27. Oktober 2012; abgerufen am 25. April 2019.  Info: Der Archivlink wurde automatisch eingesetzt und noch nicht geprüft. Bitte prüfe Original- und Archivlink gemäß Anleitung und entferne dann diesen Hinweis.